# Tour della nazionale maschile di rugby a 15 dell'Irlanda 1899
Ventiquattro anni dopo il primo test internazionale, la Nazionale di rugby a 15 dell'Irlanda si imbarcò per il primo tour internazionale nell'ottobre 1899. Diciassette giocatori furono selezionati per il viaggio in Canada. Non furono assegnati cap (ossia nessun incontro fu considerato ufficiale). bel 15 giocatori provenivano da 3 soli club (Università di Dublino, Lansdowne e North of Ireland FC. In alcuni match la squadra scese in campo con soli 14 giocatori, causa infortuni ad alcuni giocatori, tra cui James Myles che si ruppe una gamba, rimanendo costretto a restare in Canada a curarsi sino a dicembre. Il viaggio venne finanziato da Duke Collins, un canadese di origine irlandese originario della contea di Dublino, ma residente a Toronto.
Il bilancio fu di 11 incontri, con 10 vittorie e una sola sconfitta contro Halifax XV.

## La squadra
- Capitano: James G. Franks
- James Franks (Dublin University)
- Cecil Boyd (Dublin University)
- R.R. Boyd (Lansdowne Football Club)
- J. Byers (North of Ireland FC)
- Ian Davidson (North of Ireland FC)
- F. Dinsmore (North of Ireland FC)
- Bertie Doran (Lansdowne Football Club)
- I. Grove- Smith (Dublin University)
- Thomas Arnold Harvey (Dublin University)
- J.C. Lepper (North of Ireland FC)
- H.A. Macready (Dublin University)
- James Myles (City of Derry R.F.)
- Percy Nicholson (Dublin University)
- B.W. Rowan (Lansdowne Football Club)
- A.C. Rowan (Lansdowne Football Club)
- H. Stevenson (Dungannon RFC|)
- J. Stokes (Lansdowne Football Club)

## Risultati
| Halifax 12 ottobre 1899 | United Services | 0 – 10 | Irlanda XV | Wanderers Ground |

| Halifax 14 ottobre 1899 | Wanderers | 3 – 16 | Irlanda XV | Wanderers Ground |

| Halifax 16 ottobre 1899 | Halifax | 5 – 0 | Irlanda XV | Wanderers Ground |

| Montréal 19 ottobre 1899 | Montreal | 12 – 20 | Irlanda XV | MAA Ground |

| Québec 24 ottobre 1899 | Quebec City | 0 – 8 | Irlanda XV |  |

| Ottawa 28 ottobre 1899 | Ottawa | 3 – 9 | Irlanda XV | Metropolitan Ground |

| Brookville 30 ottobre 1899 | Brookville | 0 – 28 | Irlanda XV |  |

| Peterborough 2 novembre 1899 | Peterborough | 3 – 16 | Irlanda XV | Nicholls Park |

| Hamilton 3 novembre 1899 | Hamilton | 0 – 8 | Irlanda XV |  |

| Toronto 4 novembre 1899 | Argonauts | 19 – 23 | Irlanda XV |  |

| Toronto 6 novembre 1899 | University of Toronto | 6 – 12 | Irlanda XV | Varsity Stadium |